# کمبل (میزوری)
کمبل (به انگلیسی: Campbell) یک شهر در ایالات متحده آمریکا است که در شهرستان دانکلین، میزوری واقع شده‌است. کمپبل ۳٫۶۳ کیلومتر مربع مساحت و ۱٬۹۹۲ نفر جمعیت دارد و ۹۶ متر بالاتر از سطح دریا قرار دارد.